# Gourhel
Gourhel é uma comuna francesa na região administrativa da Bretanha, no departamento Morbihan. Estende-se por uma área de 2,82 km². Em 2010 a comuna tinha 724 habitantes (densidade: 256,7 hab./km²).